# Безбородово (Нижегородская область)
Безбородово —  деревня  в составе Ворошиловского сельсовета Уренского района Нижегородской области. Находится в километре от железнодорожной станции Уста Горьковской железной дороги.

## Название
По преданию, название деревни связано с именами основателями, братьями Аксёновыми, у которых не росла борода, и которых окрестные староверы по этой причине не хотели принимать жить в свои деревни.

## Население
| 1897 | 1907 | 1916 | 2002 | 2010 |
| ---- | ---- | ---- | ---- | ---- |
| 124  | ↗134 | ↗156 | ↘61  | ↘57  |